# 許桓公
許桓公（？—前698年），姜姓，名鄭，為春秋諸侯國許國第12任君主，在位期間約為前712年─前698年。 
前712年，齊、鄭、魯三國攻許國，許莊公奔衛，鄭國立其弟為君，居許國東境，號「許叔」。據杜預《春秋釋例·世族譜》，許叔名鄭，謚號桓公，為許莊公弟。